# Njåemeleåjvie naturreservat
Njåemeleåjvie naturreservat är ett naturreservat i Storumans kommun i Västerbottens län.
Området är naturskyddat sedan 2024 och är 121 hektar stort. Reservatet ligger nordväst om Storuman och består av granskogsklädda berget Njåemeleåjvie.